# ぼてぼて茶
ぼてぼて茶（ぼてぼてちゃ）は、島根県の出雲地方に伝わる庶民の間食である。ウケヂャ、ポテポテ茶とも呼ばれる。日本各地にある振り茶の一種。茶を独特の茶筅で泡立てる際に生じる音が「ぼてぼて茶」の名前の由来である。

## 由来
奥出雲のたたら製鉄の職人や日本海に出漁する人々が重労働に耐えるために茶飯として利用した労働食だったとされる説のほか、松平不昧の治世に発生した飢饉の際の非常食だったという説や、上流階級の茶の湯に対抗して庶民が考え出した趣味と実益を兼ねた茶法であるとする説もある。古くは桶茶と呼ばれていたところから庶民のものであったと想定される。
昭和初期、柳宗悦提唱の民藝運動とともに出雲名物としてよみがえり、「ぼてぼて茶」と名付けられ、箸を使わず、茶碗の底を叩いて片寄せた具をお茶とともに口に流し込む食べ方へと変わった。一息で口に放り込むように食べるのが通と言われ、野趣味のある食べ物である。

## 作り方
島根県仁多郡や安来市周辺には11月初旬に枝ごと収穫した茶葉を陰干しした後、随時鍋で炒ってから淹れる番茶があり、ぼてぼて茶はこの番茶で作る。八束郡では、これに陰干ししたノギクの花を入れて作るのでキク茶、福茶と呼ばれる。
乾燥した茶葉をやかんにひと握り入れてよく煎じ、同じく陰干しにした茶の花を5～6個加えて沸騰するまで煮たてて少し冷まし、呉須手という腰の高い目の鉄鉢型の茶わんに煮出した番茶を少量入れ、ササラ型の茶筅の先に塩をつけて点てると、抹茶のように泡を生ずる。泡が十分たった時に小さいにぎり飯・赤飯・煮豆・椎茸・高野豆腐・ぜんまい・わらび等の煮〆などを好みによって適宜に入れて食する。飲む茶というよりも食べる茶（茶の子）といった方がよい。